# ده ملازم
ده ملازم که با نام ده خدمتگزار و جناح خواجگان نیز شناخته می‌شوند، گروهی از صاحب منصبان با نفوذ در دربار امپراتور لینگ هان (۱۶۸–۱۸۹) در امپراتوری هان شرقی چین بودند. اگرچه آنها اغلب به عنوان یک گروه ۱۰ نفره نامیده می‌شوند، اما در واقع آنها ۱۲ نفر بودند و همه در دربار امپراتور لینگ موقعیت ژونگ چانگشی (ملازمان اصلی) را داشتند.
۱۲ نفر عبارتند از: ژانگ رانگ (張讓)، ژائو ژونگ (趙忠)، شیا یون (夏惲)، گوا شنگ (郭勝)، سون ژانگ (孫璋)، بی لان (畢嵐)، لی سونگ (栗). 嵩)، دوان گوی (段珪)، گائو وانگ (高望)، ژانگ گونگ (張恭)، هان کوی (韓悝) و سونگ دیان (宋典).

## قتل‌عام جناح خواجگان
هنگامی که امپراتور لینگ در سال ۱۸۹ به شدت بیمار شد، پسر کوچکترش، لیو زی، را که در آن زمان حدود هشت سال داشت، مخفیانه به دستیار و خواجه نزدیک، ژیان شو، سپرد. پس از مرگ امپراتور، ژیان شو تلاش کرد لیو زی را بر تاج و تخت بنشاند اما نقشه او شکست خورد. پسر بزرگ امپراتور لینگ، لیو بین ۱۳ ساله، به جای آن امپراتور شد و به امپراتور شائو معروف شد. ملکه هو (مادر امپراتور شائو) و ژنرال هو جین (برادر امپراتیس هو) نایب‌السلطنه‌هایی شدند که از طرف امپراتور زیر سن قانونی حکومت می‌کردند.
در تابستان ۱۸۹، پس از اینکه ژیان شو متوجه شد که هی جین و زیردستان اش در حال نقشه کشیدن برای از بین بردن او هستند، سعی کرد خواجه‌های همکار خود را متقاعد کند تا در طرح او برای ترور هو جین به او بپیوندند. با این حال، آنها توسط گو شنگ، که از نزدیکان ملکه هو بود، متقاعد شدند که ایده جیان شوو را رد کنند. هی جین متعاقباً جیان شوو را دستگیر و اعدام کرد و سپس کنترل واحدهای نظامی را که قبلاً تحت فرماندهی جیان بود به دست گرفت. در پاییز ۱۸۹، یوان شائو به هی جین پیشنهاد کرد تا جناح خواجه را از بین ببرد و قدرت را تحکیم کند. ملکه هو بلافاصله این ایده را رد کرد، زیرا او را ملزم می‌کرد که به‌طور منظم با مردان ارتباط برقرار کند، که به نظر او توهین آمیز بود. مادر ملکه هو (بانوی وویانگ) و هه میائو (何苗) توسط خواجه‌ها رشوه دریافت کرده بودند تا از آنها محافظت کنند، بنابراین آنها نیز به شدت با نقشه هو جین مخالفت کردند و گفتند که بسیار به خواجه‌ها مدیون هستند. (ملکه هو همسر امپراتور لینگ شده بود زیرا خواجه‌ها به او کمک کرده بودند)
هو جین سپس به پیشنهاد جایگزین یوان شائو توجه کرد: او مخفیانه به چند مقام نظامی استانی یا جنگ سالاران (دونگ ژو، وانگ کوانگ، کیائو مائو و دینگ یوان) دستور داد تا نیروهای خود را به مجاورت لوئویانگ، پایتخت امپراتوری و آشکارا هدایت کنند، به این امید که ملکه هو را تحت فشار قرار دهد تا علیه خواجه‌ها اقدام کند. ملکه هو در ابتدا از آسیب رساندن به خواجه‌ها خودداری کرد، اما با نزدیک شدن نیروهای دونگ ژو به لویانگ، او به خواجه‌ها دستور داد کاخ را ترک کرده و به مارکی‌های خود بازگردند. (بسیاری از خواجه‌ها توسط امپراتور لینگ، مارکی شده بودند) خواهر کوچکتر ملکه هو با پسر ژانگ رانگ (پسر خوانده) ازدواج کرد. ژانگ رانگ از او درخواست کرد که به او کمک کند، بنابراین او به مادرش (بانوی وویانگ)، که به نوبه خود با ملکه هو صحبت کرد، خبر داد. شهبانو تسلیم شد و خواجه‌ها را به کاخ احضار کرد.
در حدود سپتامبر ۱۸۹، خواجه‌ها نقشه ای برای ترور هی جین ترتیب دادند. آنها یک فرمان جعلی امپراتوری به نام ملکه هو صادر کردند و به هو جین دستور دادند تا برای ملاقات با او وارد قصر شود. در ۲۲ سپتامبر ۱۸۹، هو جین در کمین افتاد و به دست خواجه‌ها که او را متهم به خیانت کردند، درگذشت. پس از مرگ هی جین، زیردستان او وو کوانگ (吳匡) و ژانگ ژانگ (張璋)، همراه با یوان شائو، یوان شو و دیگران، نیروهای خود را به هجوم به کاخ و کشتن خواجه‌ها برای انتقام هدایت کردند. هر کس را که شبیه خواجه بود، بی‌رویه سلاخی می‌کردند. عده‌ای از جوانان که موهای صورت نداشتند، از شدت ناامیدی، شلوار خود را جلوی چشمان سربازان انداختند تا ثابت کنند که خواجه نیستند. در طول حمله، خواجه‌ها ملکه هو، امپراتور شائو و شاهزاده چنلیو (لیو زی) را گروگان گرفتند و سعی کردند از قصر به سمت رودخانه زرد به سمت چانگان فرار کنند. لو ژی خواجه دوان گوی (段珪) را دنبال کرد و ملکه را از دست او نجات داد. هه میائو که نسبت به خواجه‌ها همدردی می‌کرد، توسط وو کوانگ و برادر کوچکتر دونگ ژو، دونگ مین (董旻) کشته شد. بیش از ۲۰۰۰ نفر در این حمله کشته شدند.
ژانگ رانگ و حدود ۱۰ خواجه دیگر توانستند امپراتور شائو و شاهزاده چن‌لیو را با نیروهای امپراتوری به رهبری لو ژی و مین گونگ (閔貢) به ساحل رودخانه بیاورند. ژانگ رانگ رو به امپراتور شائو کرد و با گریه گفت: "ما نابود خواهیم شد و هرج و مرج در امپراتوری رخ خواهد داد. اعلیحضرت لطفا مواظب خودت باش!" سپس خود را به داخل رودخانه انداخت و غرق شد.